# قطعنامه ۵۳۹ شورای امنیت
قطعنامه ۵۳۹ شورای امنیت سازمان ملل متحد که در تاریخ ۲۸ اکتبر ۱۹۸۳ تصویب شد، سندی بین‌المللی دربارهٔ نامبیا است. این قطعنامه طی نشست ۲۴۹۲ام با ۱۴ موافق، ۰ مخالف و ۱ ممتنع تصویب شد.